# Boletina nitida
Boletina nitida är en tvåvingeart som beskrevs av Adalbert Grzegorzek 1885. Boletina nitida ingår i släktet Boletina och familjen svampmyggor. Arten är reproducerande i Sverige. Inga underarter finns listade i Catalogue of Life.